# Saison in Salzburg
Pour les articles homonymes, voir Saison à Salzbourg.
Personnages
- Steffi Oberfellner (soprano)
- Frank Rex (ténor)
- Vroni Staudinger (soubrette)
- Toni Haberl, propriétaire du „Zum blauen Enzian“ (ténor-bouffon)
- Erika Dahlmann (soubrette)
- Max Liebling, le parfumeur (ténor-bouffon)
- F. W. Knopp, le mécanicien de Frank (chanteur comique)
- Christian Dahlmann, le père d'Erika (chanteur comique)
- Alois Oberfellner, l'aubergiste (rôle parlé)
- Olga Rex, la tante de Frank (rôle parlé)
- Un guide (ténor)
- Un joueur de cithare (ténor)
- Un employé agricole (ténor)
- Le directeur de l'hôtel (ténor)
- Quatre serveurs (ténor et basse)
- Quatre clients (alto, ténor et basse)
- Quatre paysannes (soprano et alto)
- Une serveuse (rôle parlé)
- Le portier de l'hôtel (rôle parlé)
- Un guide de montagne (rôle parlé)
- Un commissaire-priseur (rôle parlé)

Airs
- Salzburger Nockerln
- Mein Herz war auf Reisen
- Wenn der Toni mit der Vroni und die Vroni mit dem Toni
- Der Großpapa von Großmama
- ... und die Musik spielt dazu
- Reich mir die Hand
- Warum denn nur, warum denn nur bin ich in dich verliebt?

Saison in Salzburg (en français, Saison à Salzbourg) est une opérette en un acte de Fred Raymond avec un livret de Max Wallner et Kurt Feltz.

## Synopsis
À Salzbourg et à Maria Plain, au cours des années 1930.
Le propriétaire de l'auberge "Zum Salzburger Nockerl", Alois Oberfellner, a laissé son affaire se dégrader, si bien que personne ne vient aujourd'hui. Demain il sera vendu aux enchères. Toni Haberl, le propriétaire du "Blauen Enzian", souhaite bien l'acquérir. Cependant on manque de personnel. Vroni Staudinger est candidate ; on dit d'elle qu'elle fait le meilleur Mehlspeise. Toni sait aussi qu'il n'est pas sympathique. Vroni est aussi tout feu et flamme quand elle entend les intentions de Toni. Elle monte une embrouille avec son patron, de sorte qu'elle soit licenciée immédiatement.
Le fabricant de parfums Max Liebling a le béguin pour Erika Dahlmann. Mais elle préfère le coureur automobile Frank Rex. Celui-ci a des sentiments pour Steffi Oberfellner, la nièce de l'aubergiste insolvable. Elle vient d'arriver de Vienne pour aider son oncle pendant la haute saison.
Pour échapper à l'étreinte d'Erika, Frank échange ses vêtements avec un guide de montagne. Sous le nom de "Franz Rieger", il s'approche de Steffi et écoute ses préoccupations. Il demande à son mécanicien F. W. Knopp d'aller voir le "Salzburger Nockerl" pour faire recruter Steffi. Cela mécontente Toni et Vroni. À la demande de Steffi, Knopp prend Franz Rieger comme employé.
Alors que Toni est attiré de plus en plus à Steffi Oberfellner, Vroni flirte sans vergogne avec le parfurmeur. Toni et Vroni se disputent, si bien que Vroni jette son fiancé et va voir la concurrence.
Pendant ce temps, Christian Dahlmann et sa fille Erika ont découvert le secret de Frank et le rapportent à Steffi Oberfellner. Steffi soupçonne maintenant qu'il est un imposteur. Elle devient cuisinière au Blauen Enzian. Finalement, on a trois couples qui ne ressentent rien l'un pour l'autre.
Le lendemain, tous les protagonistes se réunissent à Maria Plain où a lieu une fête dansante. Olga Rex, la tante mondaine du coureur, l'anime et fait en sorte que chacun aille avec sa chacune : Frank et Steffi, Toni et Vroni, Max et Erika.

## Adaptations
- Saison in Salzburg (de), film autrichien réalisé par Ernst Marischka sorti en 1952.
- Saison à Salzbourg, film autrichien réalisé par Franz Josef Gottlieb, sorti en 1961.